# Lull
Lull är en EP av den amerikanska rockgruppen The Smashing Pumpkins, utgiven den 5 november 1991 på Virgin Records.
Låten "Rhinoceros" är från debutalbumet Gish, men har kortats ner från 6:32 till 5:57 på denna EP. Låten "Blue" kom senare att dyka upp på b-sidesamlingen Pisces Iscariot 1994.
Skivomslaget är målat av James Iha och D'arcy Wretzky.

## Låtlista
Alla låtar skrivna av Billy Corgan.
| Nr | Titel      | Längd |
| -- | ---------- | ----- |
| 1. | Rhinoceros | 5:57  |
| 2. | Blue       | 3:22  |
| 3. | Slunk      | 2:49  |
| 4. | Bye June   | 2:09  |

## Medverkande
- Billy Corgan – sång, gitarr
- James Iha – gitarr
- D'arcy Wretzky – bas
- Jimmy Chamberlin – trummor